# Koptisk rit
Koptisk rit är den liturgiska rit, gudstjänstordning, som brukas av koptisk-katolska kyrkan och koptisk-ortodoxa kyrkan, och ingår i den alexandrinska ritfamiljen.